# Cunac

Cunac este o comună în departamentul Tarn din sudul Franței. În 2009 avea o populație de 1.454 de locuitori.

## Evoluția populației
| An        | 1975 | 1982 | 1990 | 1999  | 2006  | 2009  |
| --------- | ---- | ---- | ---- | ----- | ----- | ----- |
| Populație | 695  | 895  | 994  | 1.146 | 1.302 | 1.454 |